# CitizenGO
CitizenGO je građanska zajednica i inicijativa koja putem internetskih predstavki i građanskih skupova poziva na djelovanje radi zaštite i unapređenja života, obitelji i ljudskih prava. Svojim djelovanjem želi osigurati poštovanje ljudskih prava i sloboda pojedinaca od strane vlasti i ujednačiti razlike između bogatijih i siromašnijih društvenih slojeva.
Sjedište zaklade nalazi se u Madridu s brojnim podružnicama na svim kontinentima. U cijelosti se financira isključivo dobrovoljnim  prilozima građana i ne ovisi ni o kojoj političkoj stranci, vladi, organizaciji ili poduzeću.

## Vrijednosti
CitizenGO svoje djelovanje i rad temelji na konzervativnim, demokršćanskim i općeljudskim vrijednostima. Djelujući iz kršćanskog gledišta želi zaklada ponuditi svim građanima i organizacijama alat za sudjelovanje u poboljšanju ljudskog društva.
Prema statutu zaklade, članovi zaklade "vjeruju kako je čovjek racionalno (inteligentno), slobodno (odgovoran za svoja djela) i moralno (sposoban razlikovati dobro od zla) biće stvoreno na sliku Božju. Time posjeduje nadmoć nad ostalim stvorenjima, ali tu nadmoć ne smije iskorištavati za njihovo uništenje."
Stoga se članovi, svjesni dostojanstva ljudske osobe, bore za poštovanje tog dostojanstva, sukladno pravima koja iz njega proizlaze:
- Pravo na život i njegovo održanje od trenutka začeća do njegovog prirodnog kraja.
- Pravo na tjelesni integritet, sigurnost i zdravlje.
- Pravo svakog ljudskog bića, da ga se poštuje, uključujući poštovanje njegove časti i ugleda.
- Pravo na mišljenje, djelovanje i suzdržavanje od stanovitog djelovanja, u skladu s vlastitom savjesti.
- Pravo na slobodu i odgoj.
- Pravo na istinito informiranje.
- Pravo okupljanja i pristupanja udrugama.
- Pravo na vjersku slobodu i poštovanje Boga bilo privatno ili javno, individualno ili kolektivno, prema vlastitoj savjesti.
- Pravo na brak kao zajednicu muškarca i žene, te na na odgoj svoje djece.
- Pravo na rad i privatno vlasništvo.
- Pravo na aktivno sudjelovanje u javnom životu i na pravnu zaštitu države.

Statut zaklade naglašava da i "svako od ovih prava sa sobom donosi odgovornosti".

## Aktivnosti
CitizenGO promiče kampanje protiv pobačaja i eutanazije. Usprotivio se uvođenju "Estrela izvješća" u Europski parlament, koji preporučuje državama članicama da osiguraju sveobuhvatan seksualni odgoj u školama i, između ostalog, osiguraju pristup pobačaju.

## Vanjske poveznice
- Službene stranice (engl.) (šp.)